# 卡鲁瓦恩图鲁特伊
卡鲁瓦恩图鲁特伊（Karuvanthuruthy），是印度喀拉拉邦Kozhikode县的一个城镇。总人口20767（2001年）。

## 人口
该地2001年总人口20767人，其中男性10159人，女性10608人；0—6岁人口2590人，其中男1346人，女1244人；识字率81.31%，其中男性为84.14%，女性为78.60%。